# Erfopvolging

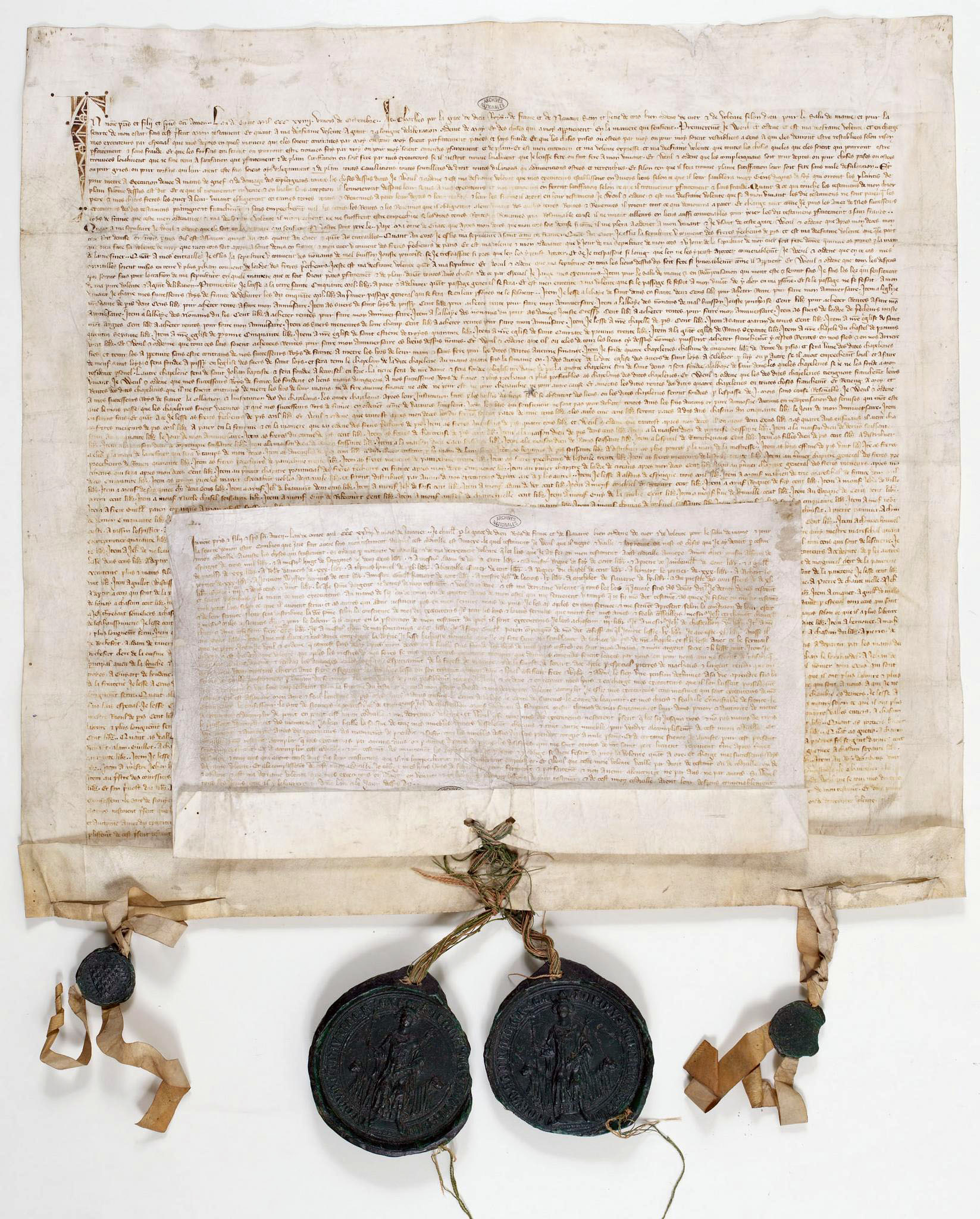
Testament en codicil van koning Karel IV "de schone". Deze regeling van erfopvolging ontketende 100 jaar oorlog.

Erfopvolging of successie is in het algemeen de manier waarop is geregeld hoe een nalatenschap van een persoon bij overlijden overgaat op anderen, het begrip komt uit de vroege middeleeuwen waar het onder het feodalisme belangrijk was wie de nieuwe houder, bezitter of eigenaar werd van een erf. De regeling is onderdeel van het erfrecht of erfopvolgingsrecht, wat aanzienlijk verschilt van land tot land. Meer in het bijzonder wordt er de regeling mee bedoeld die binnen een monarchie of andere dynastie geldt voor het geval een heersend monarch overlijdt. In de meeste koninkrijken zijn zowel de erfelijke troonopvolging als de opvolging in geval een heersend vorst aftreedt of om andere redenen de functie neerlegt, in de grondwet of in een aparte wet op het koninklijk huis geregeld. Met de erfelijke troonopvolging is de rest van de overgang van de nalatenschap niet geregeld.

## Burgerlijk recht

### Saisine
Volgens het Belgisch en Nederlands erfrecht gaan bij overlijden alle voor overgang vatbare rechten en verplichtingen, de eigendom, het bezit en houderschap, alsmede alle schulden van overledene, van rechtswege over op de bij wet, testament of erfovereenkomst aangewezen (rechts-)personen (België art. 4.3 BW, Nederland art. 4:182 BW. Op grond van het Nederlands verbintenissenrecht treden opvolgers onder algemene titel in de plaats van overledene als partij bij alle overeenkomsten die overledene had afgesloten, tenzij de overeenkomst andere regels geeft. Dat geldt ook voor gebruiksovereenkomsten met aanbieders van digitale diensten als email, social media of cloudopslag, ook als deze hun hoofdzetel buiten België of Nederland hebben. In Nederland vindt de eigendomsoverdracht plaats zonder tussenstap of formaliteit, een nalatenschap valt dus niet open, er is altijd iemand verantwoordelijk: de erfgenaam of gezamenlijke erfgenamen. Men kan de erfenis met terugwerkende kracht verwerpen of (beneficiair) aanvaarden. In België hebben erfgerechtigden pas na aanvaarding van de erfenis alle rechten en plichten als erfgenaam. 
Erfgenamen in België en Nederlands handelen op grond van de saisineregel na overlijden daarom onder eigen naam, als rechtsopvolger van overledene. Een van de plichten van erfgenamen is de nalatenschap te beheren, ze mogen daarom na overlijden vorderingen van overledene innen, abonnementen opzeggen, socialemedia-accounts opheffen of verleende opdrachten beëindigen. Aan de andere kant moeten ze aan de doorlopende verplichtingen voldoen als betaling van de huur of hypotheeklasten. Een wederpartij mag en moet vaak wel om bewijs vragen dat iemand die zegt erfgenaam te zijn en op basis daarvan iets te mogen doen, dat ook werkelijk is. Dat kan het bewijs van overlijden van de gemeente zijn, bij kleine financiële belangen, een attest (België), of een akte van erfrecht (België) of verklaring van erfrecht (Nederland) van de notaris.
Voordat men zich als erfgenaam gaat gedragen, moet duidelijk zijn of men naast de rechten ook alle verplichtingen als erfgenaam wil. Het is voor iedereen namelijk mogelijk een erfenis te verwerpen, eventueel met een beroep op de legitieme portie. Ook kan worden aanvaard onder het voorrecht van boedelbeschrijving (beneficiair aanvaarden), men hoeft dan niet vanuit het eigen vermogen schulden bij te passen als er niet genoeg in de nalatenschap zit. De erfkeuze brengt in België mee dat de status van erfgerechtigde verandert in die van erfgenaam of erfopvolger. In Nederland heeft de keus terugwerkende kracht tot moment van overlijden. Gedraagt men zich als erfgenaam, door het verrichten van rechtshandelingen die alleen een erfgenaam mag en kan verrichten, anders dan een beheershandeling, houdt dat zuivere aanvaarding in wat niet kan worden teruggedraaid.
Erfopvolging vindt van rechtswege plaats en onder algemene titel, wat in Nederland betekent dat er geen enkele rechtshandeling voor de overgang nodig is. Hier ligt dus geen rol voor bijvoorbeeld de gemeente, de kerk, het kadaster, de notaris, een rechter, executeur of testamentair bewindvoerder; de erfgenaam of erfgenamen krijgen de erfenis van rechtswege zonder formaliteiten direct "in handen", als apart vermogen naast het eigen vermogen. Zijn er twee of meer erfgenamen, moet de erfgemeenschap onderling worden verdeeld, op die manier vloeit het deel waarop de erfgenaam recht heeft, uit de gemeenschappelijke eigendom van de erfgemeenschap in het eigen vermogen. In België moet men de erfenis eerst hebben aanvaard en moet er een attest of akte van erfopvolging worden gemaakt. Dat wat overgaat wordt tezamen nalatenschap of erfenis genoemd, de mensen op wie alles overgaat erfgenaam. Voor overgang vatbare rechten kunnen ook van niet-Vermogensrechtelijke aard zijn, bijvoorbeeld rechten voortvloeiend uit de Auteurswet of de Wet op de naburige rechten. De directe overgang van de nalatenschap bij overlijden van erflater op de erfgenamen is een belangrijk beginsel van het Belgische en Nederlandse erfrecht en wordt de saisine genoemd, het is in Nederland wettelijk geregeld in artikel 4:182 BW, het Nederlands erfrecht biedt sinds 2003 de erflater geen mogelijkheid van de regeling af te wijken. De regels gelden voor iedereen die erfgenaam is, ook als de persoon minderjarig is, onder bewind staat, in het buitenland woont, geen contact met de overledene had of nog niet weet dat ze erfgenaam is.

#### Uitzondering
In het Nederlands erfrecht, artikel 4:13 BW, wordt een belangrijke uitzondering op het saisine-beginsel gemaakt. Laat de overledene een huwelijkse of geregistreerd partner achter en een of meer kinderen, verkrijgt alleen de partner de erfenis, inclusief schulden. De kinderen, die in de wet wel erfgenaam worden genoemd, krijgen slechts een vordering op de echtgeno(o)t(e) die pas opeisbaar is bij overlijden, faillissement of schuldsanering, voor wat er dan nog van over is. Deze regeling wordt door de notaris graag wettelijke verdeling genoemd en de vordering van de kinderen kindsdeel maar er ontstaat na overlijden geen erfgemeenschap, de kinderen worden geen deelgenoot en er vindt geen enkele verdeling plaats.

#### Legaten
Als bepaalde delen van de nalatenschap bij testament of codicil aan een (rechts-)persoon worden toebedeeld (legaat) is die persoon geen erfgenaam, maar legataris, de toebedeelde goederen of de geldsom gaan niet direct over van overledene op de legataris. Deze krijgt een vordering op de erfgenamen, die moeten het goed of de geldsom na overlijden overdragen, bij zuivere aanvaarding zo nodig uit het eigen vermogen. Het Belgisch erfrecht kent een bijzonder legaat dat wel zakelijke werking heeft en waarbij de eigendom wel direct overgaat op de legataris, het vindicatielegaat.

### Landen met common law stelsel
In bijvoorbeeld Engeland, Amerika of Canada is de erfopvolging anders geregeld, daar kan de eigendom na overlijden overgaan op een tussenpersoon, de executor, die bepaalde bevoegdheden heeft voordat de eigendom op de erfgenamen overgaat. Deze functie heeft een heel andere inhoud en juridische basis dan de Nederlandse executeur of testamentair bewindvoerder.

### Executeur of bewindvoerder
Een Nederlandse executeur of bewindvoerder heeft geen eigendomsrechten aan de nalatenschap en kan zulke rechten daarom niet rechtsgeldig uitoefenen, tenzij diegene ook erfgenaam is. Dan is echter toestemming en medewerking van alle andere erfgenamen vereist. Evenmin kunnen in Nederland rechten uit eigendom, bezit of houderschap bij testament aan een executeur, bewindvoerder of andere persoon worden toegekend omdat de wet geen uiterste wilsbeschikking kent die dat toestaat. Door de wettelijke regels voor erfopvolging heeft de erfgenaam in Nederland dus een sterke rechtspositie, beschermd door het grondrecht op ongestoord genot van eigendom. In België bepaalde het Hof van Beroep in 2022 dat bij testament niet kan worden bepaald dat een erfdeel van een bekwame meerderjarige erfgenaam onder bewind wordt gesteld. Dat is een schending van het fundamentele beginsel van handelingsbekwaamheid dat iedere meerderjarige bekwame burger toekomt.

## Vorsten en adel
In de periode vóór de Eerste Wereldoorlog, toen de keizers, koningen en andere monarchen naast representatieve uitstraling van hun rijk, zoals dat nu meestal is, ook het volledig gezag hadden en de politieke macht uitoefenden, was de troonopvolging van groot belang en leidde veelal tot dynastiek strategische huwelijken en kinderhuwelijken. Het kwam regelmatig voor dat de juridische situatie na overlijden niet eenduidig was en dan grepen vaak meerdere personen de kans als erfopvolger aan de macht te komen. Daarbij was het niet ongewoon meningsverschillen gewapenderwijze uit te vechten in een zogenoemde successieoorlog.
Vaak is de oudste zoon of andere mannelijke afstammeling van de overleden of teruggetreden vorst(in) krachtens een dergelijke wet de troonopvolger; er zijn ook landen, waaronder Nederland, dat het mannelijk geslacht geen dwingende voorwaarde is. Bij de Inca's werd de opvolger (een man) 'gekozen' c.q. 'bepaald' uit de koninklijke familie. De opvolger was dus niet per se de eerstgeboren zoon van de koning/keizer, maar wel familie. In het Romeinse Rijk was het gebruikelijk dat een keizer zelf een opvolger aanwees.
Vanouds stelde een vorst mannen aan om een deel van het rijk te besturen. Zij werden graven genoemd en ook andere functies kwamen voor. Vanaf de 10e eeuw werd het in meerdere streken in West-Europa gebruikelijk dat deze functie erfelijk was. In latere eeuwen verdween de militaire en bestuurlijke macht van de adel en was graaf alleen nog een erfelijke titel.

### Argumenten voor
- Het is al jaren duidelijk wie de opvolger wordt, dus deze persoon kan goed worden voorbereid.
- Er vindt nooit een discussie plaats wie de opvolger zal zijn, dus er is minder (potentiële) politieke onrust.

### Argumenten tegen
- De opvolger kan ondanks zijn voorbereiding incapabel zijn.

Vanaf de 20e eeuw gelden nog twee bezwaren, die in de eeuwen daarvoor juist min of meer als argumenten voor erfopvolging golden:
- Het is niet democratisch. Vanouds werd het een nadeel gevonden dat het volk de beslissingen neemt: dat wordt totale anarchie.
- De opvolger wordt door indoctrinatie klaargestoomd voor zijn taak en heeft geen echte beroepskeuzevrijheid. Vanouds werd het beter gevonden dat iemand een maatschappelijke rol vervulde, nl. dat wat hem krachtens zijn voorouders werd opgelegd. Voor sommige mensen was dat het koningschap.

### Praktische gevolgen van erfopvolging
In theorie zal erfopvolging bij vorsten en personen van adel ertoe leiden dat een ambt- of titeldrager opgevolgd zal worden door het meerderjarig kind dat van jongs af aan in het gezin is opgevoed, zodat de opvolger de denkwijzen en gewoontes handhaaft van de voorgangers. Dit is echter vaak niet het geval geweest. Vaak is een persoon met erfbare bevoegdheden zonder meerderjarige kinderen gestorven.
Wanneer iemand met erfbare bevoegdheden kinderloos overlijdt, kan het zijn dat opvolging plaatsvindt door iemand met andere denkwijzen dan zijn voorganger. Zo is bijvoorbeeld de katholieke koning Hendrik III, koning van Frankrijk in de 16e eeuw, opgevolgd door zijn protestantse verre neef Hendrik (IV). Ook een eigen zoon of dochter als opvolger kan uiteraard zelf andere denkwijzen dan zijn voorganger hebben.
Een huwelijk tussen twee personen met erfbare bevoegdheden kan gunstig zijn voor beide huwelijkspartners, afhankelijk van de door de ouders van het paar afgesproken voorwaarden. Het kan zijn dat het kind uit dit huwelijk de bevoegdheden van beide huwelijkspartners erft. Dit is vooral gunstig voor een ouder wanneer het kind veel door hem of haar is opgevoed. Bij de voorwaarden voor het huwelijk worden in het algemeen ook afspraken gemaakt over de zeggenschap over grondgebieden. Door de erfopvolging kan een personele unie ontstaan, zo is het huidige Spanje ontstaan door de opvolging van Isabel I van Castilië en Ferdinand II van Aragon.
Wanneer een persoon met erfbare bevoegdheden nakomelingen krijgt, zullen deze vanaf de geboorte een groot aanzien hebben en een van hen heeft de status van troonopvolger. Dit kan nadelige gevolgen hebben omdat familieleden van een troonopvolger het tegen hem kunnen opnemen met de bedoeling zelf deze status te krijgen, door intriges, moord of het provoceren van een oorlog, waarop het betreffende familielid zelf de bevoegdheden in handen kan krijgen. Zo is koning Peter I van Castilië verslagen en vermoord door legers onder leiding van zijn halfbroer Hendrik, die daarop de kroon verwierf.
Ook kwam het voor dat heersers, zoals Karel de Grote, door meerdere familieleden werden opgevolgd, waarop het bestuurde grondgebied in meerdere delen werd gesplitst.
Verschillende soorten wetgeving in verschillende landen kan tot gevolg hebben dat een personele unie bij erfopvolging gesplitst wordt. Voorbeelden zijn Nederland en Luxemburg in 1890 (de vrouw Wilhelmina kon in Luxemburg niet opvolgen) en Groot-Brittannië-Hannover in 1837 (de vrouw Victoria kon in Hannover niet opvolgen).